# Alice Belaïdi
Alice Belaïdi (Nîmes, 18 marzo 1987) è un'attrice francese.

## Filmografia parziale

### Cinema
- Fleurs du mal, regia di David Dusa (2010)
- L'oiseau, regia di Yves Caumon (2011)
- Les tribulations d'une caissière, regia di Pierre Rambaldi (2011)
- De l'huile sur le feu, regia di Nicolas Benamou (2011)
- Radiostars, regia di Romain Lévy (2012)
- Les Kaïra, regia di Franck Gastambide (2012)
- Hôtel Normandy, regia di Charles Nemes (2013)
- Fonzy, regia di Isabelle Doval (2013)
- 11 donne a Parigi (Sous les jupes des filles), regia di Audrey Dana (2014)
- Maestro, regia di Léa Fazer (2014)
- L'arte della fuga (L'art de la fugue), regia di Brice Cauvin (2014)
- Les gorilles, regia di Tristan Aurouet (2015)
- Jailbirds (La taularde), regia di Audrey Estrougo (2015)
- Un petit boulot, regia di Pascal Chaumeil (2016)
- Père fils thérapie!, regia di Émile Gaudreault (2016)
- Ascensione (L'ascension), regia di Ludovic Bernard (2017)
- Qualcosa di troppo (Si j'étais un homme), regia di Audrey Dana (2017)
- Budapest, regia di Xavier Gens (2018)
- Terrible Jungle, regia di Hugo Benamozig e David Caviglioli (2020)
- Hommes au bord de la crise de nerfs, regia di Audrey Dana (2022)
- Le nouveau jouet, regia di James Huth (2022)
- Classico, regia di Nathanaël Guedj e Adrien Piquet-Gauthier (2022)
- Un p'tit truc en plus, regia di Artus (2024)
- La misura del dubbio (Le Fil), regia di Daniel Auteuil (2024)

### Televisione
- Workingirls – serie TV, 49 episodi (2012-2016)
- Le Bureau - Sotto copertura (Le Bureau des légendes) – serie TV, 5 episodi (2016)
- Le Temps des égarés, regia di Virginie Sauveur – film TV (2018)
- Ippocrate - Specializzandi in corsia (Hippocrate) – serie TV, 22 episodi (2018-2024)
- Les Papillons noirs – miniserie TV, 6 puntate (2022)